# معهد المدققين الداخليين
معهد المدققين الداخليين (بالإنجليزية: Institute of Internal Auditors)‏ المعروف اختصاراً بـ IIA هو جمعية مهنية دولية. توفر جمعية المدققين الداخليين مؤتمرات تعليمية وتطور المعايير والإرشادات والشهادات لمهنة التدقيق الداخلي.

## تاريخ
تأسست جمعية المدققين الداخليين في عام 1941 وتخدم أكثر من 230 ألف عضو في ما يقرب من 200 دولة ومنطقة. يقع المقر الرئيسي العالمي للمعهد الدولي للمدققين في ليك ماري التابعة لولاية فلوريدا في الولايات المتحدة. أنتوني بوجليس هو رئيس المنظمة ومديرها التنفيذي.

## الشهادات المهنية
مدقق داخلي معتمد (بالإنجليزية: Certified Internal Auditor)‏ المعروفة اختصاراً بـ CIA هي التسمية المهنية الأساسية التي يقدمها معهد المدققين الداخليين المعتمدين (IIA). شهادة مدقق داخلي معتمد هي تسمية معترف بها عالميًا يثبت من خلالها المدققون الداخليون كفاءتهم واحترافيتهم في مجال التدقيق الداخلي.
من أجل أن يصبح المرشحن مدقق داخلي معتمد، يجب عليه اجتياز جميع الأجزاء الثلاثة من امتحان الشهادة بالإضافة إلى تلبية متطلبات معينة من الخبرة التعليمية والمهنية محددة من قبل المعهد. يقدم معهد المدققين الداخليين أيضًا شهادة CIA من خلال امتحان مكون من جزء واحد، يسمى اختبار CIA Challenge، لأولئك الذين يستوفون معايير محددة.
يُطلب من الحاصلين على الشهادة الحصول على ساعات معتمدة للتعليم المستمر لتجديد شهاداتهم بشكل سنوي.

### الشهادات الأخرى
يقدم معهد المدققين الداخليين أيضاً البرامج التالية:
- شهادة ممارس التدقيق الداخلي (IAP)[9]
- شهادة ضمان إدارة المخاطر (CRMA)[10]

وقد قدم المعهد في السابق برامج أخرى، منها:
- شهادة التقييم الذاتي للرقابة (CCSA)[11]
- شهادة محترف معتمد في التدقيق الحكومي (CGAP)[11]
- شهادة مدقق خدمات مالية معتمد (CFSA)[11]
- المؤهل في قيادة التدقيق الداخلي (QIAL)[12]

يوضح الجدول أدناه عدد حاملي شهادات مدقق داخلي معتمد حسب المنطقة وذلك بتاريخ 31 ديسمبر 2022.
| المنطقة حسب المععد      | الحاصلين على الشهادة |
| ----------------------- | -------------------- |
| أفريقيا                 | 4,808                |
| آسيا والمحيط الهادئ     | 90,798               |
| أمريكا الوسطى والجنوبية | 1,883                |
| أوروبا                  | 20,434               |
| الشرق الأوسط            | 4,869                |
| أمريكا الشمالية         | 58,808               |
| بدون بلد                | 5,033                |
| المجموع                 | 186,633              |

## المعايير المهنية
تحدد معايير التدقيق الداخلي العالمية المتطلبات والتوصيات الأساسية للممارسة المهنية للتدقيق الداخلي على مستوى العالم. تنطبق المعايير على أي فرد أو وظيفة تقدم خدمات التدقيق الداخلي؛ وذلك للمنظمات التي تختلف في الغرض والحجم والتعقيد والبنية؛ وللأشخاص داخل المنظمة أو خارجها. تنطبق هذه المعايير سواء كان المدققون الداخليون موظفين في المنظمة، أو متعاقدين مع مقدم خدمة خارجي، أو مزيج من الاثنين.
يقع على عاتق جميع المدققين الداخليين مسؤولية الالتزام بالمبادئ والمعايير ذات الصلة بأداء مسؤوليات وظائفهم. ويعتبر كبار المسؤولين التنفيذيين للتدقيق مسؤولون أيضًا عن التوافق العام لوظيفة التدقيق الداخلي مع المعايير.
إن تطوير وتنفيذ هيكل المعايير المهنية الأساسية يوفر لممارسي التدقيق الداخلي إطارًا أساسيًا لبناء وظيفة التدقيق الداخلي التي تخدم منظماتهم الفردية. إن الهيكل الذي طورته جمعية المدققين الداخليين الدولية على مر الزمن يسمى إطار الممارسات المهنية الدولية ويخدم احتياجات المدققين الداخليين في جميع أنحاء العالم في أي قطاع أو صناعة أو مهنة.
لمساعدة المدققين الداخليين على تنفيذ معايير الممارسة المهنية هذه، يصدر معهد المدققين الداخليين إرشادات موثوقة يتم تطويرها بمساعدة المدققين الداخليين المحترفين ذوي الخبرة المتنوعة والعالمية. يتم بناء هذه الإرشادات من خلال عملية صارمة لضمان إمكانية تطبيقها على مجموعة واسعة من وظائف التدقيق الداخلي في جميع أنحاء العالم.
يستطيع أعضاء معهد المدققين الداخليين الحصول على عناوين الإرشادات من موقع معهد المدققين الداخليين على شبكة الإنترنت في مجموعة متنوعة من الموضوعات أو مجالات التخصص، مثل القطاع العام، والخدمات المالية، وتكنولوجيا المعلومات، بالإضافة إلى الإرشادات العامة التي تقدم أفضل الممارسات و/أو استراتيجيات التدقيق الداخلي.

### النمو مع المهنة
في عام 2023، قدم معهد المدققين الداخليين العالمي معايير عالمية جديدة للتدقيق الداخلي، كتحديث للمعايير الدولية للممارسة المهنية للتدقيق الداخلي، والمصممة لضمان أن المهنة وممارسيها يحافظون على أهميتهم في المشهد العالمي المتطور. وقد قدم أصحاب المصلحة من جميع أنحاء العالم تعليقاتهم على التحديث المقترح، والذي سيكون متاحًا بأكثر من 20 لغة، مع إصدار النسخة النهائية في عام 2024، مع تاريخ سريان مفعوله بعد 12 شهرًا من تاريخ صدوره.